# Тренто
Тре́нто (італ. Trento), або Триде́нт (лат. Tridentum) — місто та муніципалітет в Італії, у регіоні Трентіно-Альто-Адідже, столиця провінції Тренто. Розташоване у верхів'ях річки Адідже біля підніжжя Альп, за 480 км на північ від Рима. Місце проведення Тридентського собору Католицької церкви у 1545—1563 роках. У місті розташовані собор святого Вігілія (Трентський собор) і Трентський університет. Населення — 117 304 особи (2014). Щорічний фестиваль відбувається 26 червня. Покровитель — святий Вігілій.

## Назва
- Тренто (італ. Trento МФА: [ˈtrento]; вен. Trénto) — сучасна італійська назва[1].
- Тридент (лат. Tridentum) — традиційна латинська назва.
- Трент[2]; ладин. Trènt)
- Трія, або Тріа (цимбр. Tria[1].
- Тріє́нт (нім. Trient, МФА: [tʁiˈɛnt])[1].

## Географія
Розташоване у верхів'ях річки Адідже біля підніжжя Альп. Місто лежить в широкій льодовикової долині. На території Тренто в Адідже впадають два її притоки — Ферсіна і Авізо. Навколо міста піднімаються досить високі гори, що представляють південно-східні відроги Альпійської гірської ланцюга, в тому числі Віголана (2150 м), Монте Бондоне (2181 м), Паганеллі (2124 м). Недалеко від Тренто є кілька великих озер, включаючи озера Гарда, Кальдонаццо, Левіко і Тобліно. Тренто розташоване на відстані близько 480 км на північ від Рима.

### Клімат
| TRENTO              | Місяці | Місяці | Місяці | Місяці | Місяці | Місяці | Місяці | Місяці | Місяці | Місяці | Місяці | Місяці | Пора | Пора | Пора | Пора | Рік  |
| TRENTO              | Січ    | Лют    | Бер    | Кві    | Тра    | Чер    | Лип    | Сер    | Вер    | Жов    | Лис    | Гру    | Зим  | Вес  | Літ  | Осі  | Рік  |
| ------------------- | ------ | ------ | ------ | ------ | ------ | ------ | ------ | ------ | ------ | ------ | ------ | ------ | ---- | ---- | ---- | ---- | ---- |
| Темп. макс. (°C)    | 5.1    | 7.9    | 12.8   | 17.3   | 21.2   | 25.5   | 28.2   | 27.0   | 23.0   | 16.5   | 9.9    | 5.8    | 6.3  | 17.1 | 26.9 | 16.5 | 16.7 |
| Темп. мін. (°C)     | -1.8   | 0.0    | 3.6    | 7.1    | 10.7   | 14.4   | 16.6   | 16.1   | 13.1   | 7.8    | 3.0    | -0.9   | -0.9 | 7.1  | 15.7 | 8    | 7.5  |
| Опади (мм)          | 58     | 45     | 74     | 68     | 106    | 96     | 76     | 94     | 79     | 83     | 107    | 59     | 162  | 248  | 266  | 269  | 945  |
| Дні опадів (≥ 1 мм) | 5      | 5      | 8      | 7      | 11     | 10     | 8      | 9      | 6      | 6      | 8      | 5      | 15   | 26   | 27   | 20   | 88   |

## Історія
історія
Питання виникнення міського поселення на місці сучасного Тренто досі викликає суперечки. Деякі історики вважають, що засновниками міста були альпійські племена рети, чию родовід зводять то до етрускам, то до кельтів, то до кимвров. Згідно з іншою версією місто було засноване галлами близько IV століття до н. е
В кінці I століття до н. е. Тренто був завойований древніми римлянами. Своє поселення на території Тренто римляни назвали Тридент, оскільки місто оточували три пагорба Досс-Трент, Сант-Агата і Сан-Россо. Пізніше, в період середньовіччя, на стінах залу зборів міської ратуші були вибиті наступні слова: Montes argentum mihi dant nomenque Tridentum (з лат. — «Гори дають мені срібло і ім'я Тренто»), приписувані Фра Бартоломео да Тренто (пом. 1251) .
Після падіння Римської імперії Тренто неодноразово змінював державну приналежність: місто входило до складу королівств остготів, лангобардів, франкської імперії Каролінгів. З 961 Тренто був включений до складу Священної Римської імперії. В 1027 імператор Конрад II заснував єпископство Трент, якому дарував великі земельні володіння в Південному Тіролі і статус можновладного князівства. З плином часу, однак, вплив єпископства падало, поступаючись місцем світським феодалам регіону, спочатку герцогам Меранской, а з XIII століття — графам Тіролю. Одночасно почався підйом виробництва у володіннях єпископів: почалася промислова розробка родовищ срібла в області Монте-Калис. Князь-єпископ Трента Федеріко Ванга навіть видав перший в альпійському регіоні кодекс гірськдобування.
У 1475 році в Тренто сталося таємниче зникнення трирічного хлопчика по імені Симон, вину за яке поклали на місцеву єврейську громаду, що призвело до великих репресій проти євреїв. Симон навіть був зарахований до лику святих. Лише в XX столітті католицька церква визнала звинувачення єврейської громади безпідставним і скасувала поклоніння Симону Трентський.
У XVI столітті Тренто став місцем проведення знаменитого Тридентского собору (1545—1563), який відкрив період Контрреформації в Європі і затвердив ряд найважливіших католицьких догматів. Значну роль в роботі собору грав князь-єпископ Трента Кристофоро Мадруццо (1539—1567). До цього часу саме єпископство потрапило під протекторат австрійських Габсбургів, які фактично підпорядкували собі адміністративний апарат єпископства. Проте Тренто зберігало формальну незалежність до Наполеонівських воєн. До складу князівства входили досить великі території в Південному Тіролі, по обох берегах річки Адідже.
У 1797 і пізніше в 1801 році місто було окуповане французькими військами. Регенсбурзький рейхстаг (1803) Священної Римської імперії ухвалив рішення про секуляризації всіх церковних володінь на території Німеччини. Світська влада єпископа була ліквідована, його територія приєднана до Австрії. Єпископ зберіг лише священицькі повноваження на землях Трентський дієцезії, в який входив крайній південь Тіролю. У 1805—1814 Тренто входив в складі Баварії, а в 1814 за рішенням Віденського конгресу було повернуто Австрійської імперії, увійшовши до складу коронної землі Тіроль.
У XIX столітті економіка і система управління Тренто були значно модернізовані, в 1859 місто зв'язала з іншими частинами імперії перша залізниця. Після об'єднання Італії в Тренто, Трієсті і інших містах Австрійської імперії з італійським населенням почалося сильне іррендентістское рух з метою возз'єднання з Італією. У 1908 році в Тренто в якості журналіста працював Беніто Муссоліні.
Починаючи з 1950-х років Тренто і навколишнє його область увійшли в період економічного і культурного підйому, чому значно сприяло надання регіону Трентіно-Альто-Адідже широкої автономії.

## Демографія
Населення за роками:

Станом на 1 січня 2023 року в муніципалітеті офіційно проживало 13 265 іноземців з 140 країн, серед них 2976 громадян країн Євросоюзу та 937 громадян України.

## Сусідні муніципалітети
- Альб'яно
- Альдено
- Безенелло
- Мадруццо
- Каведіне
- Чимоне
- Чивеццано
- Гарніга-Терме
- Джово
- Лавіс
- Перджине-Вальсугана
- Валлелагі
- Віголо-Ваттаро
- Вілла-Лагарина

## Спорт
- Трентіно Воллей

## Персоналії
- Джакомо Брезадола (1847—1929, Тренто) — італійський міколог.
- Бруно Кесслер (1924—1991, Тренто) — італійський політик.

### Уродженці
- Франческо Антоніо Бонпорті (1672–1749) — композитор і священник.
- Романо Матте (*1939) — відомий у минулому італійський футболіст, захисник, згодом — тренер.
- Роландо Маран (*1963) — відомий у минулому італійський футболіст, захисник, згодом — тренер.
- Франческа Нері (*1964) — італійська кіноакторка («Віки Лулу», «Жива плоть», «Відшкодування збитків»).

## Галерея

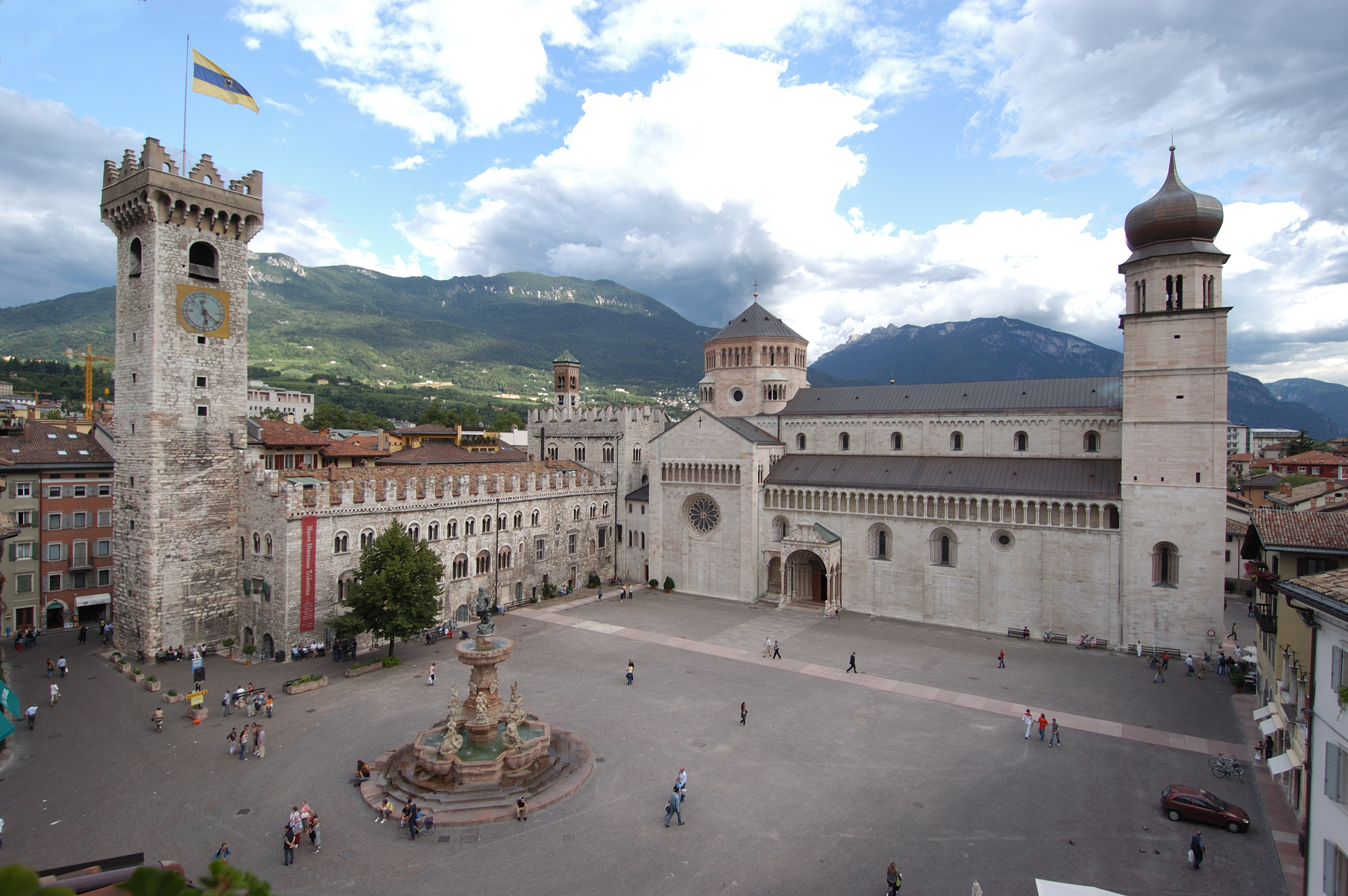
Собор Тренто
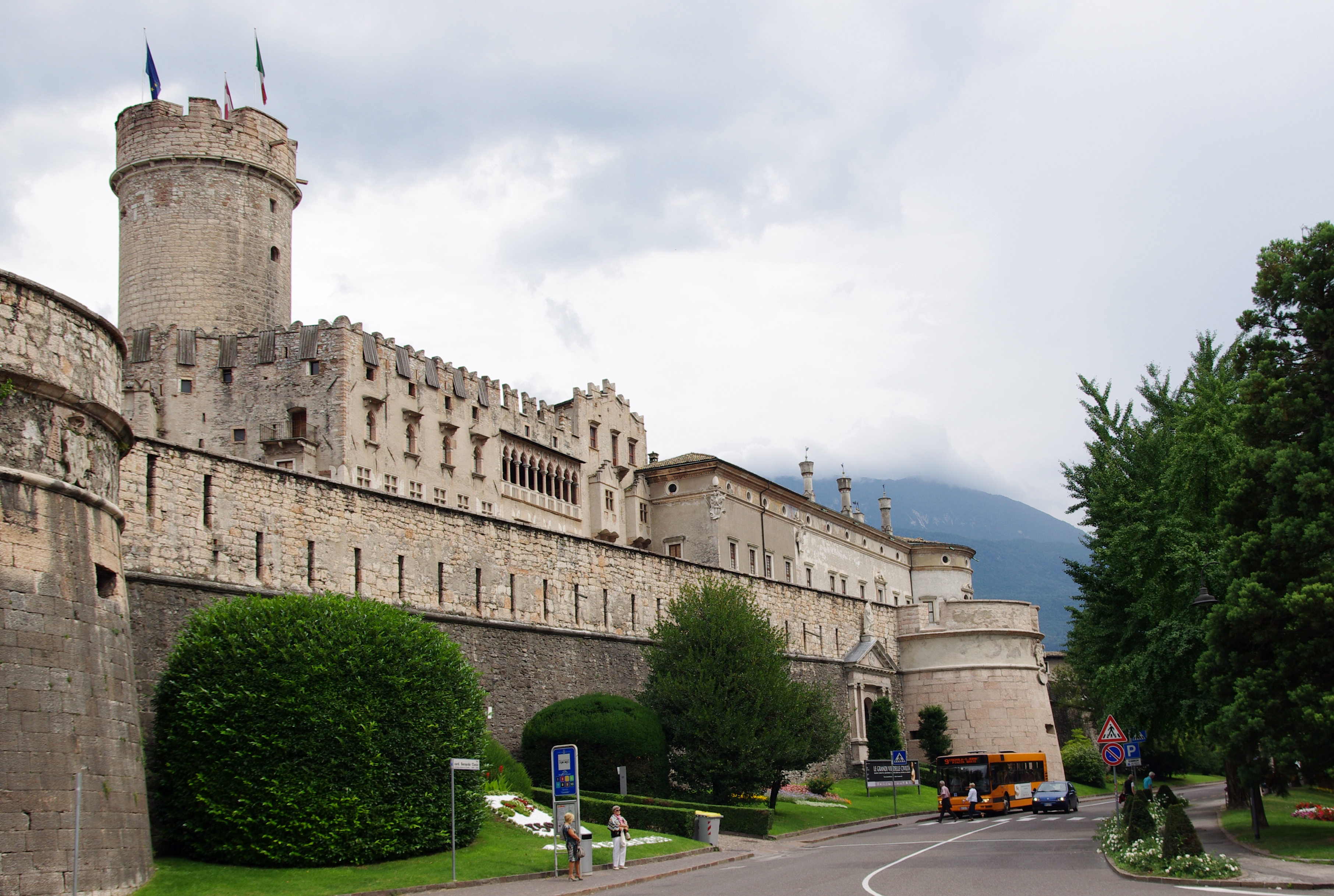
Замок Буонконсільо
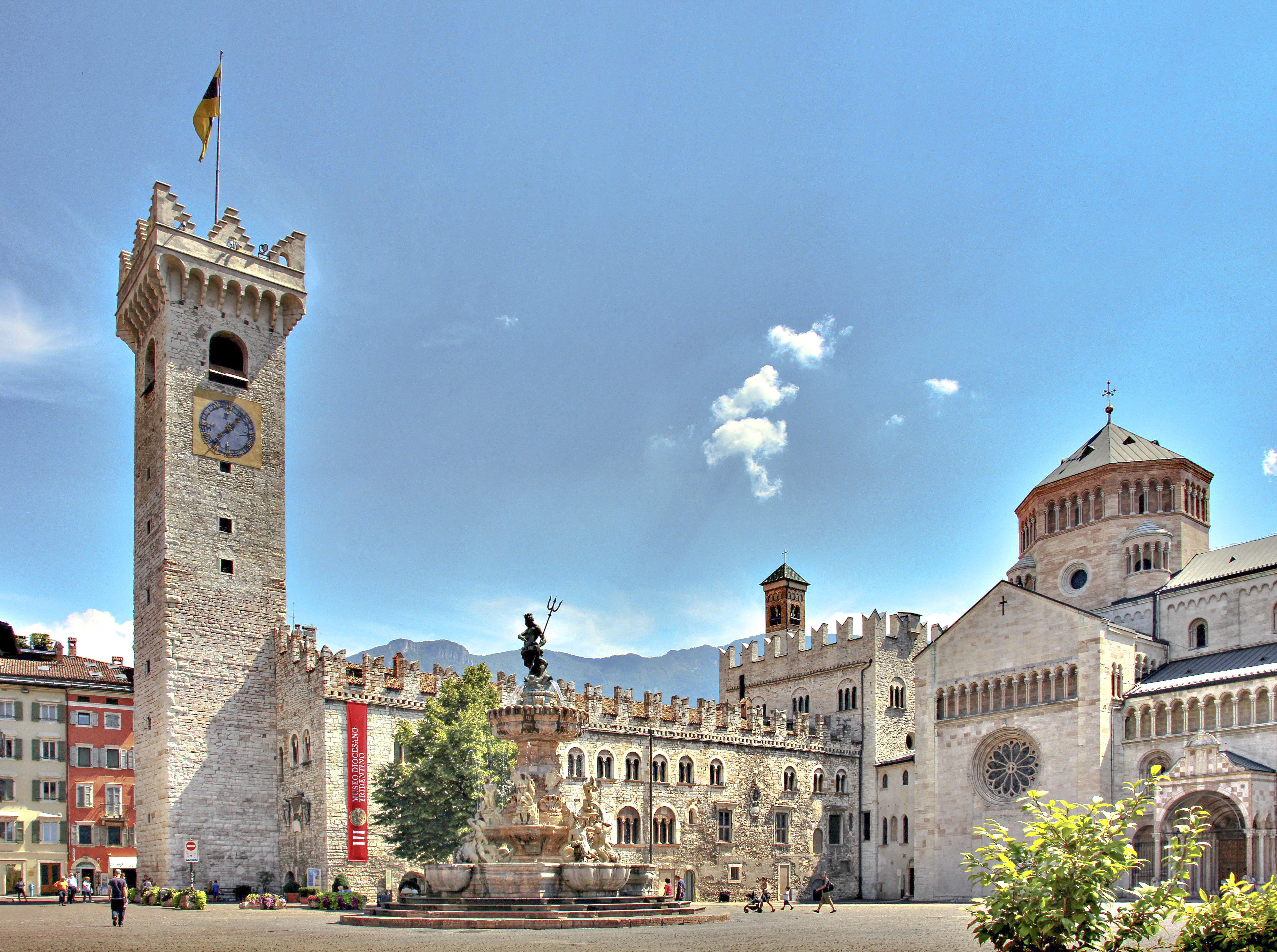
Преторіанський палац

### Монографії
- AA. VV. (2000—2005), Storia del Trentino, 6 voll., Bologna, Il Mulino (Collana promossa dall'Istituto Trentino di Cultura):
  - 1 La preistoria e la protostoria / a cura di Michele Lanzinger, Franco Marzatico, Annaluisa Pedrotti. — 2001. — 655 p.
  - 2 L'età romana / a cura di Ezio Buchi. — 2000. — 643 p.
  - 3 L'età medievale / a cura di Andrea Castagnetti, Gian Maria Varanini. — 2004. — 915 p.
  - 4 L'età moderna / a cura di Marco Bellabarba, Giuseppe Olmi. — 2002. — 1048 p.
  - 5 L'età contemporanea: 1803—1918 / a cura di Maria Garbari, Andrea Leonardi. — 2003. — 999 p.
  - 6 L'età contemporanea: il Novecento / a cura di Andrea Leonardi, Paolo Pombeni. — 2005. — 876, [1] p. — Bibliogr.: p. 795-852
- AA. VV., Storia del Trentino, Associazione culturale «Antonio Rosmini», Trento, 1996.
- A. Avancini, Terre redente e adriatico, Milano, Availardi, 1932.
- E. Baggio Bernardoni, La porta Veronensis a Trento, volume edito in Padova dalla Società archeologica veneta — onlus con l'intervento del Ministero per i beni e le attività culturali, della Divisione editoria della regione Veneto e della Fondazione Cassa di Risparmio di Padova e Rovigo, 2000.
- L. Baratter, Le Dolomiti del Terzo Reich, Mursia, Milano, 2005.
- F. Bertoldi, Vecchia Trento, Monauni, Trento, 1958.
- A. Bertoluzza, Aria di Trento, Dossi, Trento, 1990.
- R. Bocchi, C. Orandini, Le città nella storia d'Italia, Bari, Laterza, 1983.
- N. Bolognini, Le leggende del Trentino, Forni, 1997.
- G. Borzaga, Le più belle leggende del Trentino, Editori Manfrini, Trento, 1982.
- R. Dal Monte, Musica e Società nella Storia del Trentino, Trento, Edizioni U.C.T., 1994.
- E. Fox, Trento: aspetti e immagini di ieri, Trento, Temi, 1984.
- R. Francescotti, Lo spazzacamino e il duce, LoGisma, Trento, 2006.
- A. Gorfer, Trento. Città del Concilio. Ambiente, storia e arte di Trento e dintorni, Arca, Milano, 1995.
- D. Lorenzi, Le chiese di Trento, Publilux, Trento, 1993.
- G. Nicoletti, Guida ai musei di Trento, Nicolodi, Rovereto, 2003.

### Статті
- Patuzzi, Umberto (2013). Unsarne Börtar [Our Words] (PDF) (Italian, German та Cimbrian) . Lucerna, Italy: Comitato unitario delle linguistiche storiche germaniche in Italia / Einheitskomitee der historischen deutschen Sprachinseln in Italien. с. 9. Архів оригіналу (PDF) за 23 жовтня 2020. Процитовано 16 квітня 2020.
- В місті Тренто виявилено «монументальний некрополь» із понад 200 могил, які мають зв’язок із етруською цивілізацією